# Abou Dabi (émirat)
Pour les articles homonymes, voir Abou Dabi et Abou.
Abou Dabi, parfois orthographié Abu Dhabi, Abou Dhabi ou Aboû Dabî, en arabe : أَبُو ظَبِي, abū ẓabī, littéralement « Père de la gazelle », est le plus grand émirat des Émirats arabes unis. Sa capitale est la ville d'Abou Dabi qui est également celle de la fédération. La population est en 2015 de 2,78 millions d'habitants. Les travailleurs immigrés représentent 88,5 % de la population.

## Étymologie et graphie

### Origines
Avant d'être appelée Abou Dabi, la région était appelée Milh, qui signifie sel en arabe, probablement en raison de l'abondance de cette ressource.
Abou Dabi signifie « père de la gazelle », et sa première utilisation remonte à plus de 300 ans. L'origine du nom ayant été transmise de génération en génération via les poèmes et les légendes, il est difficile de connaître la véritable étymologie. Certaines légendes racontent que le nom a été donné d'après un homme qui chassait la gazelle et qui aurait reçu ce surnom. D'autres disent que le nom de la ville était à l'origine Umm Dabi, soit la « mère de la gazelle », en raison du grand nombre de ces animaux qui vivaient là.

### Graphie
La graphie du mot en français est sujette à variations, étant donné qu'il s'agit d'une transcription de l'arabe. Ainsi, le ministère français des Affaires étrangères l'orthographie Abou Dabi ou Abou Dhabi ainsi que dans la liste communiquée à la Commission générale de terminologie et de néologie,, tandis que le code de rédaction interinstitutionnel de l'Union européenne et la commission sur la toponymie de l'IGN recommandent d'écrire « Abou Dhabi ».

## Géographie

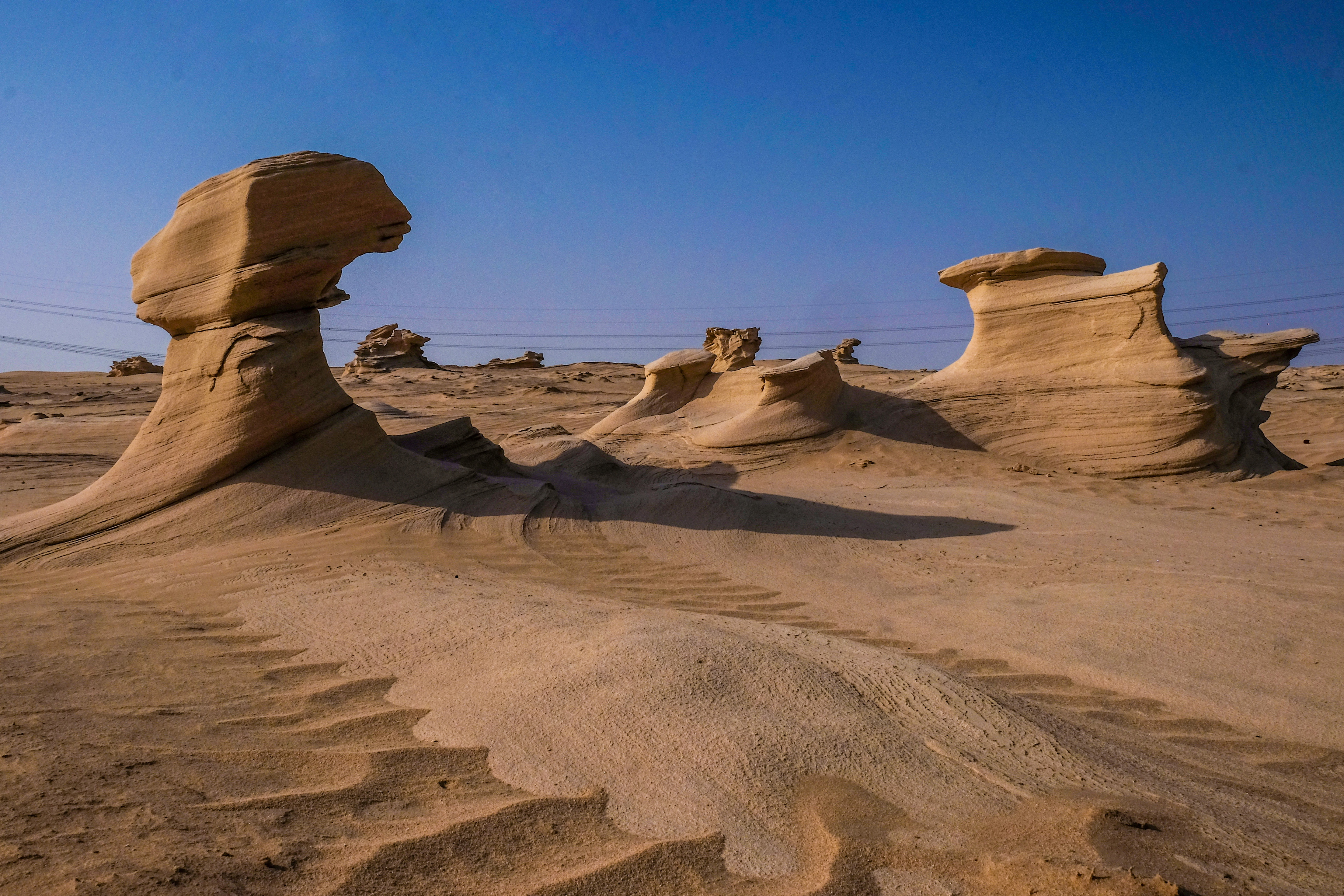
Dunes fossiles à Abou Dabi, vers Al Wathba (2021).

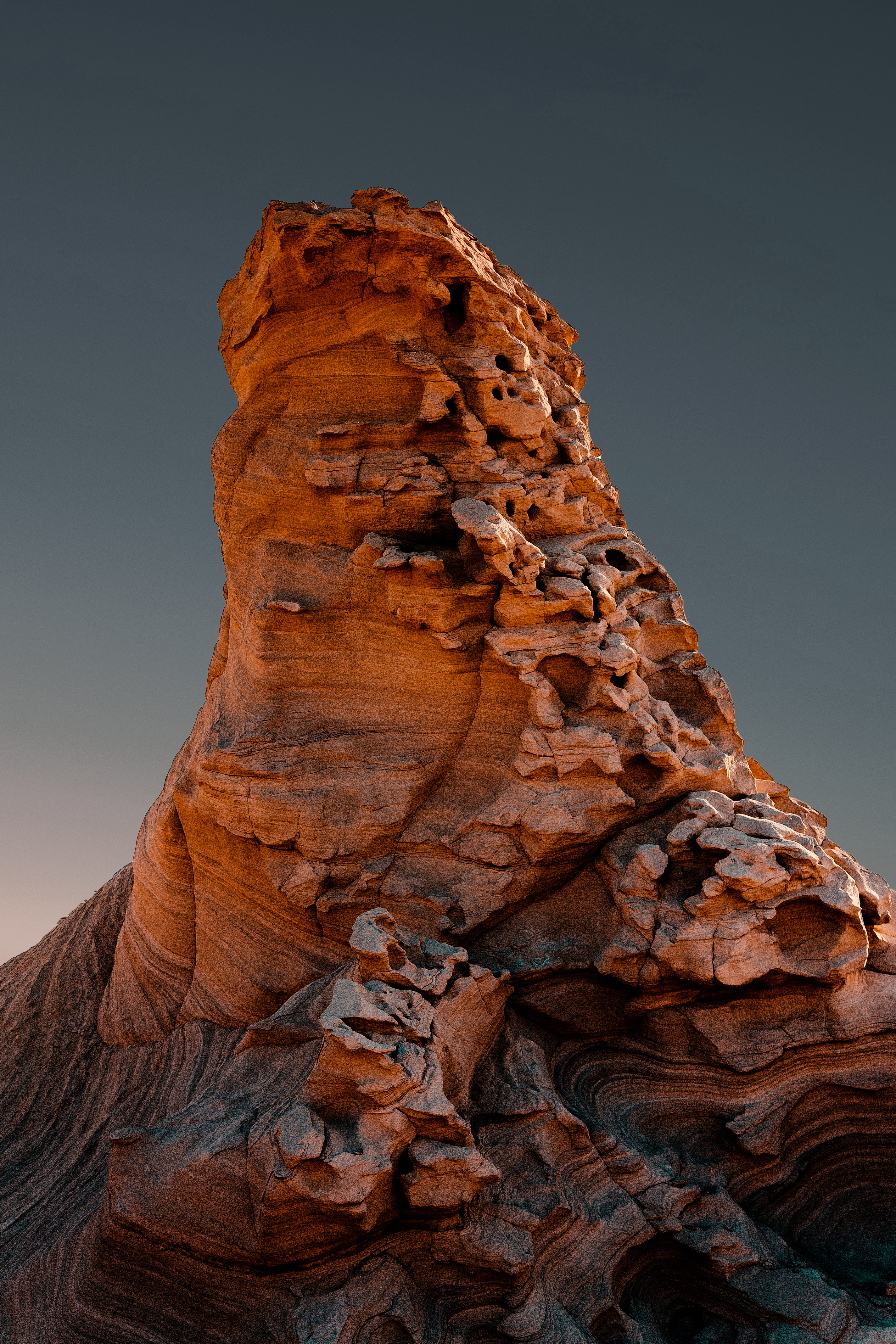
Autre dune fossile à Al Wathba (2020).

### Localisation
L'émirat d'Abou Dabi se situe dans le sud et l'ouest des Émirats arabes unis dont il représente 80,5 % de la superficie. La majorité de l'émirat est occupée par le désert du Rub al-Khali et la côte sur le golfe Persique est majoritairement occupée par des sebkhas. L'émirat possède des frontières avec l'Arabie saoudite au sud et à l'ouest, avec Oman à l'est et avec les émirats de Dubaï et de Charjah au nord. Avec celui d'Oumm al Qaïwaïn, il est seul des sept émirats dont le territoire est constitué d'un seul tenant : il ne possède donc ni enclave, ni exclave. Son littoral, bordé de près de 200 îles, s'étend sur plus de 700 kilomètres.
Au sud se situe l'importante oasis de Liwa, riche en histoire. La traversée du désert de Wilfred Thesiger juste après la Seconde Guerre mondiale en dessine les contours.

### Relief

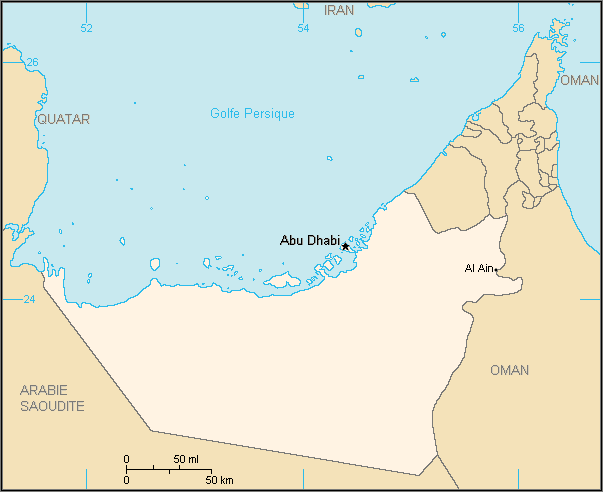
Carte d'Abou Dabi.

### Climat
Abou Dabi bénéficie d'un climat aride subtropical avec du beau temps toute l'année. Les mois d'été vont de mai à septembre, avec des températures qui oscillent entre 30 et 51 °C et peuvent parfois atteindre plus de 55 °C durant les mois de juillet et août. Les mois d'hiver, d'octobre à avril, affichent des températures autour de 24 °C.
Il existe cependant de fortes différences de climat entre les parties côtières de l'émirat et le désert à l'intérieur des terres, notamment en été. Alors que la présence de la mer joue le rôle de régulateur thermique en été, empêchant la température de descendre beaucoup pendant la nuit, les régions éloignées de la mer ont une forte amplitude thermique, avec des températures pouvant descendre jusqu'à 15 °C la nuit.
De même, alors que l'air est très sec loin des côtes, il est au contraire très humide près de la mer, rendant la chaleur difficilement supportable.

### Villes
- Abou Dabi, la capitale
- Al-Aïn

## Histoire
La ville d'Abou Dabi est fondée en 1771 par la tribu bédouine des Bani Yas avec à leur tête Chakhbut bin Dhiyab. Ils se replient dans la région, fuyant les wahhabites du Nejd qui étendaient leur territoire.

### Sites archéologiques
- Sir Bani Yas (Zahr)
- Umm al Ishtan
- Bid al Matawah
- Al-Aïn, Ain al Faid

## Économie

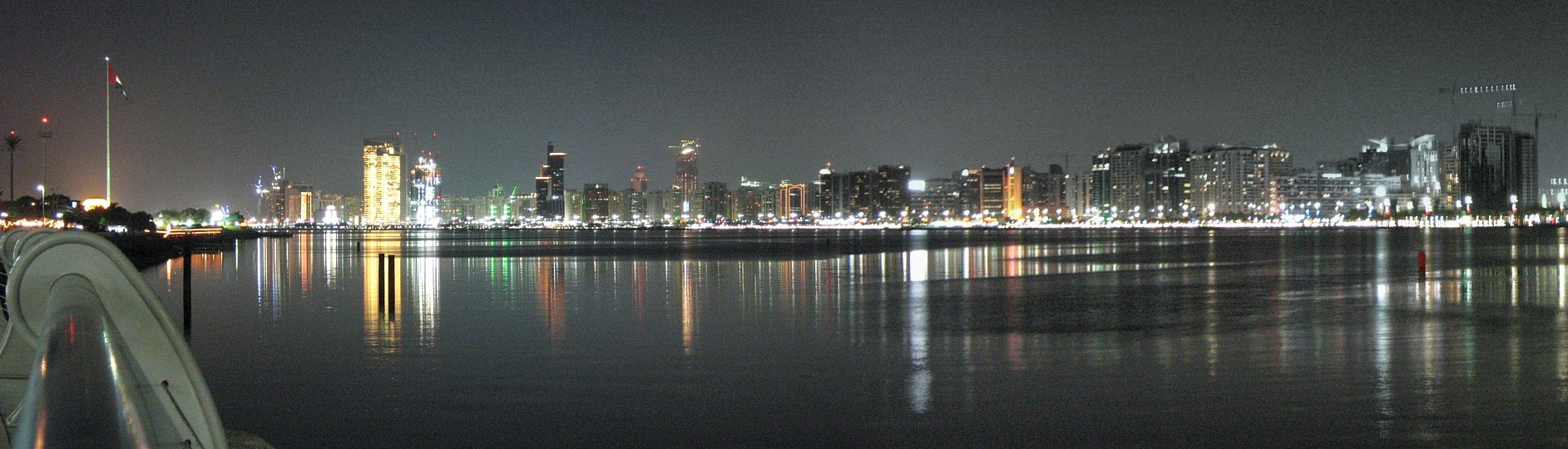
Panorama nocturne sur le centre-ville d'Abou Dabi.

L'émirat d'Abou Dabi possède 8,6 % des réserves de pétrole mondiales, soit 98,2 milliards de barils, et près de 5 % des réserves de gaz naturel dans le monde, soit 5 800 milliards de mètres cubes. Cette richesse en hydrocarbures explique le fait que les Émirats arabes unis ont l'un des PNB les plus élevés au monde. La majorité de ces ressources — 95 % du pétrole et 92 % du gaz naturel — des Émirats arabes unis se trouvent à Abou Dabi, qui fut d'ailleurs déjà membre en 1967 de l'Organisation des pays exportateurs de pétrole avant même la création de la fédération. L'institut pétrolier national, l'Abu Dhabi National Oil Company, a déclaré en août 2006 que les Émirats arabes unis étaient désormais prêts à étendre leur production de brut jusqu'à produire 2,8 millions de barils par jour et envisagent d'augmenter la production pour atteindre les 4 millions de barils par jour d'ici 2010.
Récemment, le gouvernement a diversifié ses projets. Grâce à l'augmentation du prix du pétrole, les revenus générés par les secteurs autres que les hydrocarbures sont montés en flèche. Les secteurs d'activités autres que les hydrocarbures représentent à présent 64 % du PNB des Émirats arabes unis. Cette tendance se manifeste à Abou Dabi sous forme de nouveaux investissements dans l'industrie, l'immobilier, le tourisme et la distribution.
Abou Dabi étant le plus gros producteur de pétrole aux Émirats arabes unis, l'émirat a profité de cette ressource davantage que les autres émirats. Cependant, l'émirat a lancé des programmes de diversification et de libéralisation de l'économie afin de réduire sa dépendance au secteur des hydrocarbures. Cette initiative a pris une ampleur significative, notamment dans le secteur industriel avec la création d'une zone industrielle libre connue sous le nom de Industrial City of Abu Dhabi (ICAD) et de la construction d'une autre zone industrielle ICAD II, qui est toujours en cours. Des efforts ont été faits pour promouvoir le tourisme et le secteur immobilier en partenariat avec l'Abu Dhabi Tourism Authority et le Tourism and Development Investment Company, qui ont lancé plusieurs projets de développement de grande envergure. Ces projets profiteront également de l'amélioration de l'infrastructure avec des projets tels que la construction du nouveau port et d'une ligne de chemin de fer entre Abou Dabi et Dubaï. Des infrastructures financées par l'émirat voient également le jour dans d'autres pays comme des projets d'aménagement immobilier dans la vallée du Bouregreg à Rabat au Maroc ou à Aqaba en Jordanie.
Abou Dabi est l'émirat le plus riche des Émirats arabes unis en matière de PIB par habitant. La valeur moyenne nette des 420 000 citoyens d'Abou Dabi est de 62 millions de dirhams (environ 12 millions d'euros au 1er janvier 2012) et la ville seule investit plus de 1 000 milliards de dollars dans le monde. Le PIB par habitant est de 63 000 dollars ce qui représente bien plus que le revenu moyen par habitant aux Émirats arabes unis. Abou Dabi est ainsi troisième en matière de revenu par habitant après le Luxembourg et la Norvège. Abou Dabi et le Cooperation Council for the Arab States of the Gulf (GCC) ont formé un partenariat et Abou Dabi prendra en main 29 % des projets du groupe. Les Émirats arabes unis ont une économie florissante : en 2006, le revenu par habitant a augmenté de 9 %, le PIB par habitant a atteint 49 700 dollars, classant le pays au troisième rang dans le monde en matière de pouvoir d'achat. Abou Dabi joue un rôle important dans l'économie mondiale. Les fonds souverains d'Abou Dabi, Abu Dhabi Investment Authority (ADIA), dont la valeur totale est estimée à 875 milliards de dollars, est le fonds souverain le plus important au monde par la valeur totale de leurs actifs. La compagnie aérienne Etihad Airways est basée à Abou Dabi.
Les travailleurs viennent majoritairement de plusieurs pays d'Asie tels que le Pakistan, le Népal, le Bangladesh ou encore les Philippines. Ils reçoivent dans l'émirat des salaires plus élevés que dans leur pays d'origine mais subissent des conditions de travail extrêmement éprouvantes : dix à douze heures de travail par jour, six jours de travail par semaine, et beaucoup vivent dans des dortoirs très peuplés. Il n'existe pas de salaire minimum à Abou Dhabi. Les ouvriers faisant grève ou cherchant à s'organiser en syndicat sont incarcérés avant d’être expulsés. Certaines ONG vont jusqu'à parler « d'esclavage moderne » pour décrire la condition de ces travailleurs, alors même que les Émirats disposent de moyens économiques élevés.

## Transport aérien
- Aéroports internationaux :
  - aéroport international d'Abou Dabi ;
  - Al-Aïn.
- Autres aéroports :
  - Al Dhafra ;
  - Buhasa ;
  - Jebel Dhana ;
  - Qarnayn ;
  - Île d'Arzanah ;
  - Île de Das ;
  - Île de Zirku.

## Politique
Le régime d'Abou Dabi est une monarchie héréditaire, qualifiée d'autocratie : bien que les libertés sociales soient présentes, les habitants n'ont aucun droit politique (droit de vote, etc.) et la liberté d'expression est très fortement encadrée[réf. nécessaire].
La Constitution des E.A.U. garantit la liberté de religion et de culte, l'égalité de tous devant la loi sans distinction de race, sexe ou religion et les libertés d'expression et d'association dans « les limites énoncées par la loi ».

### Émirs d'Abou Dabi
(Dynastie Al Nahyane)
- 1761 - 1793 Dhiyab ben Issa ben Nahyane
- 1793 - 1816 Chakhbout Ier ben Dhiyab ben Issa Al Nahyane
- 1816 - 1818 Mohammed Ier ben Chakhbout ben Dhiyab Al Nahyane
- 1818 - 1833 Chakhbout II ben Dhiyab ben Mohammed Al Nahyane
- 1818 - 1833 Tahnun Ier ben Chakhbout ben Dhiyab Al Nahyane
- 1833 - 1833 Khalifa Ier ben Chakhbout ben Dhiyab Al Nahyane
- 1833 - 1845 Sultan Ier ben Chakhbout ben Dhiyab Al Nahyane
  - juillet 1845 - septembre 1845 Issa ben Khalid (usurpateur)
  - septembre 1845 - décembre 1845 Dhiyab ben Issa (usurpateur)
- 1845 - 1855 Saïd ben Tahnun ben Chakhbout Al Nahyane
- 1855 - 1909 Zayed Ier ben Khalifa ben Chakhbout Al Nahyane
- 1909 - 1912 Tahnun II ben Zayed ben Khalifa Al Nahyane
- 1912 - 1922 Hamdan ben Zayed ben Khalifa Al Nahyane
- 1922 - 1926 Sultan II ben Zayed ben Khalifa Al Nahyane
- 1926 - 1928 Saqr ben Zayed ben Khalifa Al Nahyane
- 1928 - 1966 Chakhbout III ben Sultan Al Nahyane († 1989)
- 1966 - 2004 Zayed II ben Sultan Al Nahyane
- 2004 - 2022 Khalifa II ben Zayed Al Nahyane
- 2022 - actuel Mohammed II ben Zayed Al Nahyane

## Démographie

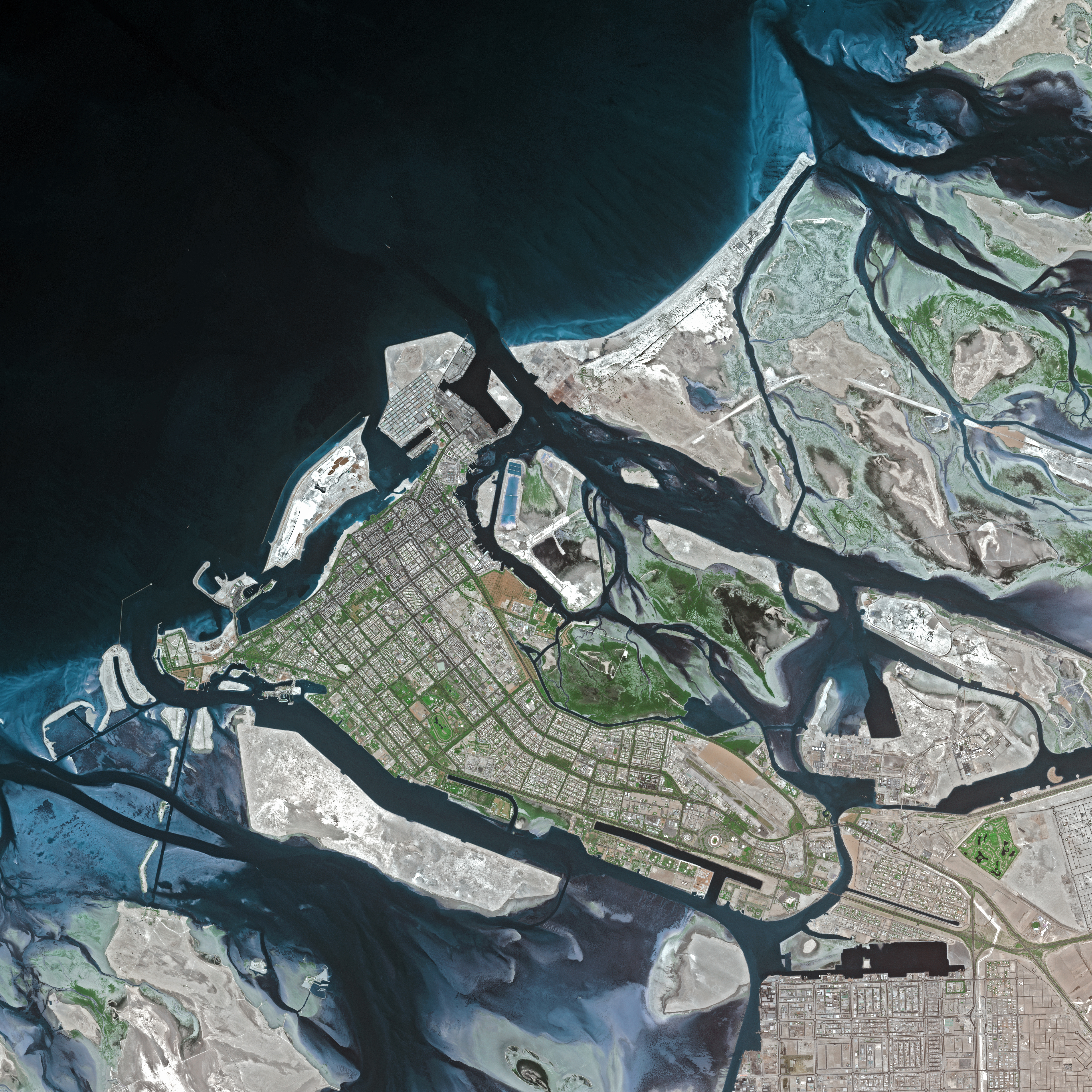
Image satellite de la ville d'Abou Dabi.

En 2013, la population est estimée à 2 453 096 habitants. La grande majorité sont des travailleurs immigrés venant principalement des autres pays arabes et du sous-continent indien. En 2010, les étrangers représentaient 78 % de la population.
La plus grande ville est Abou Dabi avec 619 316 habitants. L'autre ville importante est celle d'Al-Aïn dans l'oasis du même nom, dans l'est de l'émirat, avec 426 985 habitants (chiffres de 2006).
En 2013, le taux de fécondité dans l'émirat est de 2,2 enfants par femme (3,4 pour les citoyens et 1,9 pour les étrangers).

## Enseignement
Les étudiants d'Abou Dabi bénéficient des programmes des plus prestigieuses universités du monde. Près de 69 000 Émiratis sont inscrits en études supérieures.
Après la New York University en 2010, la Sorbonne a ouvert ses enceintes aux étudiants émiratis sur l'île nouvellement construite de Saadiyat.

## Culture

### Musées
En novembre 2017 a été inauguré le Louvre Abou Dabi, une construction de Jean Nouvel dans l'île de Saadiyat, en présence du cheikh Khalifa ben Zayed Al Nahyane, du président Emmanuel Macron, de Jean-Luc Martinez, président-directeur du Musée du Louvre, et de Laurence des Cars, présidente du musée d'Orsay et ancienne directrice de l'agence France-Muséums à l'origine du projet.
Il côtoie d'autres musées aussi conçus par de grands architectes :
- le musée Guggenheim Abou Dabi, construit par Frank Gehry ;
- le musée national des Emirats, construit par Norman Foster ;
- le musée maritime, construit par Tadao Ando.

Si l'on y ajoute les universités internationales, l'île de Saadiyat est ainsi devenue un pôle culturel unique au Moyen-Orient.

### Gastronomie
La cannelle, le safran et le curcuma, ainsi que les noix, les citrons verts et les fruits secs rehaussent la saveur des plats émiratis, dont on compte parmi les plus populaires Al Harees, un plat de viande et de blé longuement mijoté dans un four ou un pot en argile et servi avec du ghee, et Al Majboos, préparé en faisant bouillir la viande dans de l'eau à laquelle on a ajouté un mélange distinctif d'épices et de citrons verts séchés. Des couches de riz parfumé au safran durant la cuisson complémentent le mélange.
Le poisson est le pilier de nombreux plats, Al Madrooba, un mélange de poisson salé, d'épices et de sauce épaisse étant l'un des plus populaires. Le riz, quant à lui, est toujours présent et presque toujours servi avec du safran, des noix et des épices.

### Philatélie
Entre 1964 et 1972, Abou Dabi a émis 90 timbres poste avec pour légende Abu Dhabi. La dernière série émise (douze valeurs) est constituée de timbres de la série courante de 1970-1971 surchargés des lettres UAE (pour United Arab Emirates, « Émirats arabes unis » en français) et de caractères arabes.

### Sport
L'Abu Dhabi Desert Challenge est un rallye-raid annuel de Coupe du monde, organisé actuellement depuis 1991.
Depuis la saison 2009, l'Émirat accueille le Grand Prix automobile d'Abou Dabi de Formule 1 sur le Circuit Yas Marina ayant la particularité de débuter en diurne et de finir en nocturne, ce qui lui vaut le surnom de « Grand Prix du soleil couchant ». La première édition a eu lieu le 1er novembre 2009 et a été remportée par Sebastian Vettel.
Depuis 2005, Abou Dabi accueille le Championnat du monde Red Bull Air Race et depuis 2008, Abou Dabi devient sponsor officiel de Hannes Arch, champion du Monde en 2008.
Pour la saison 2013, Abou Dabi devient le sponsor officiel de l'écurie Citroën en WRC, l'équipe s’appellera Citroën Total Abu Dhabi World Rally Team et s’appuiera sur trois équipages : Mikko Hirvonen / Jarmo Lehtinen, Dani Sordo / Carlos del Barrio et Sébastien Loeb / Daniel Elena. Également aligné sur la majorité des épreuves du WRC, Khalid Al-Qassimi disputera en priorité le championnat du Moyen-Orient FIA. Abou Dabi est la capitale du jiu-jitsu brésilien. Le grand prix ADCC y est organisé chaque année.

## Tourisme
En 2016, la ville d'Abou Dabi s'est classée parmi les destinations mondiales à la plus forte croissance avec plus de 4,4 millions d’arrivées touristiques. Et on comprend pourquoi[non neutre] en observant le nombre d'attractions, d'hôtels, de plages désertes... Cette ville concurrence directement Dubaï et risque de la dépasser si comme prévu le métro est créé[réf. nécessaire].
Les attractions touristiques sont nombreuses : le parc Yas Waterworld, la mosquée Cheikh Zayed, et surtout le fabuleux hôtel sept étoiles Emirates Palace avec son distributeur d'or.
Le tourisme se développe avec la construction de nouveaux hôtels et des liaisons régulières vers toutes les grandes villes du monde.

## Météorologie
La météo reste relativement clémente d'octobre à mars.